# Ö3 Austria Top 40
Ö3 Àustria Top 40 és la llista principal de cançons i senzills d'Àustria. La publicació de les llistes es duu a terme tots els divendres en l'emissora de ràdio Hitradio Ö3. Conté els senzills d'Àustria i les descàrregues més reeixides en aquest país. Es va estrenar el 26 de novembre de 1968 i va ser presentada per Ernst Grissemann.
Entre 1968 i 2007, els noms de les llistes populars van ser: Disc Parade, Die Großen 10 von Ö3, Pop Shop, Hit wähl mit, Die Großen 10, Ö3 Top-30 i Ö3 Àustria Top 40. Elke Lichtebegger en presenta l'emissió des del 21 de març del 2014.
El primer senzill número u va ser Das ist die Frage aller Fragen de Cliff Richard. El senzill més reeixit és Candle in the Wind 1997 d'Elton John. El major èxit d'Àustria, i únic és Anton aus Tirol per DJ Ötzi. També és la cançó que podria romandre en el Top 75 durant més temps.

## Presentadors
Entre 1968 i 2007, els noms dels programes eren Disc Parade, Die Großen 10 von Ö3, Pop Shop, Hit wähl mit, Die Großen 10, Ö3 Top-30 i Ö3 Austria Top 40.
| Nom del programa     | Presentadors |
| -------------------- | --- |
| Disc Parade          | Ernst Grissemann, Rudi Klausnitzer |
| Die Großen 10 von Ö3 | Rudi Klausnitzer, Hans Leitinger |
| Pop Shop             | Hans Leitinger |
| Hit wähl mit         | Hans Leitinger, Udo Huber |
| Die Großen 10        | Udo Huber |
| Ö3 Top-30            | Udo Huber |
| Ö3 Austria Top 40    | Udo Huber (no longer), Martina Kaiser (no longer), Matthias Euler-Rolle (no longer), Gustav Götz (no longer), Benny Hörtnagl (no longer), Elke Lichtenegger |